# Моду Джобе
Моду Джобе (англ. Modou Jobe, нар. 27 жовтня 1988, Саньянг) — гамбійський футболіст, воротар південнофриканського клубу «Блек Леопардс» та національної збірної Гамбії. Відомий за виступами за гамбійський клуб «Реал де Банжул», саудівський клуб «Джидда», нігерійський «Ель-Канемі Ворріорс», та низку сенегальських клубів.

## Клубна кар'єра
Моду Джобе дебютував у дорослому футболі 2006 року виступами за команду «Реал де Банжул», в якій грав до 2014 року. У 2014 році Джобе став гравцем сенегальського клубу «Ньяррі Таллі», а в 2016 році прейшов до іншого сенегальського клубу «Лінгер». На початку 2018 року гамбійський воротар перейшов до нігерійського клубу «Ель-Канемі Ворріорс», у якому грав до середині 2019 року. У 2019 році Джобе перейшов до саудівського клубу «Джидда» з однойменного міста, в якому грав до початку 2021 року. У 2021 році короткий час грав у сенегальському клубі «АСЕК Ндіамбур». У середині 2021 року Моду Джобе став гравцем південноафриканського клубу «Блек Леопардс».

## Виступи за збірну
Моду Джобе 2007 року дебютував у складі національної збірної Гамбії. У складі збірної був учасником Кубка африканських націй 2021 року у Камеруні. На початок 2022 року зіграв у складі збірної 27 матчів.